# Vickers maskingevær
Vickers maskingeværet er en betegnelse, som primært anvendes om det vandkølede .303 inch maskingevær som blev produceret af Vickers Limited, til den britiske hær.
Maskingeværet krævede et hold på 6-8 mand for at fungere: 1 til at skyde, 1 til at føde ammunition og resten til at hjælpe til med at bære våbenet, dets ammunition og reservedele.
Maskingeværet havde ry for at være meget solidt og driftssikkert. Ian V. Hogg beskriver i Weapons & War Machines en kamp, som fandt sted i august 1916 hvor det 100. kompagni i maskingeværkorpset skød kontinuert med deres 10 Vickers maskingeværer i 12 timer. De afskød tilsammen en million patroner, brugte 100 nye piber, men uden at noget maskingevær brød sammen. "Det var denne 100% driftssikkerhed som gjorde Vickers maskingeværet vellidt af enhver britisk soldat, der nogensinde afskød et."

## Historien
Vickers maskingeværet var baseret på det succesfulde Maxim maskingevær fra slutningen af det 19. århundrede. Efter at have købt Maxim virksomheden i 1896 tog Vickers Maxim konstruktionen og forbedrede den: vægten blev mindsket ved at alle unødvendige dele blev fjernet, og der blev tilføjet en mundingsforstærker.
Den britiske hær optog Vickers maskingeværet som dens standard maskingevær den 26. november 1912, og brugte det sammen med Maxim maskingeværer. Der var stadig stor mangel på dem da 1. verdenskrig brød ud, og British Expeditionary Force var stadig udstyret med Maxim maskingeværer da det blev sendt til Frankrig i 1914. Vickers blev rent faktisk truet med en retssag for krigsspekulation på grund af de meget høje priser de forlangte for maskingeværet. Det førte til at prisen blev sat ned. Efterhånden som krigen gik, og antallet steg, blev det den britiske hærs førende maskingevær, og blev indsat på alle fronter under konflikten. Da
Lewis maskingeværet blev indført som et let maskingevær og udleveret til alle infanterienheder blev Vickers maskingeværet omdefineret til at være et tungt maskingevær og trukket tilbage fra infanterienhederne og placeret i hænderne på det nye maskingevær korps. Da .5 kaliber maskingeværer kom frem blev maskingeværer på trefod med riffelkaliber såsom Vickers til mellemvægts maskingeværer).
Efter krigen blev maskingevær korpset opløst og Vickers maskingeværerne givet tilbage til infanterienhederne. Før den 2. verdenskrig var der planer om at udskifte det. En af mulighederne var det 7.92 mm Besa maskingevær, et tjekkisk design, som blev den britiske hærs standard maskingevær i tanks. Vickers maskingeværet forblev imidlertid i tjeneste i den britiske hær indtil den 30. marts 1968. Dens sidste operationelle brug var i Aden. Afløseren i den britiske hær er L7 GPMG.
Vickers maskingeværet blev standardvåbenet på alle britiske og franske militære fly efter 1916, heriblandt de berømte Sopwith Camel og SPAD XIII. Maskingeværet blev i reglen udstyret med synkroniseringsudstyr, så det kunne skyde gennem flyenes propel. Der blev også lavet huller i vandtanken, så det blev luftkølet.
Da maskingeværerne på jagerfly flyttede fra ydersiden af skroget og ind i vingerne i årene op til 2. verdenskrig blev Vickers maskingeværerne i almindelighed erstattet af de hurtigere skydende Browning Model 1919. Adskillige britiske bombefly og jagerbombere i 2. verdenskrig var udstyret med Vickers K maskingevær, et helt andet design.

### Varianter
Den større .5 (halv inch) version af Vickers maskingeværet blev brugt som anti-luftskyts på britiske skibe under betegnelsen: 0.5"/62 Vickers Machine Gun Mark III. De var typisk i affutager med fire maskingeværer som kunne drejes 360° og vippes fra +80° til −10°. Bælterne var rullet sammen i en spiral og placeret i magasiner ved siden af hvert maskingevær. Det tunge projektil vejede ca. 30 gram og kunne kunne bruges op til ca. 1.300 meters højde. De blev påmonteret skibe fra 1920-erne og fremad, men viste sig ikke at have den store virkning i praksis.

### Fremmed tjeneste
Vickers maskingeværet blev solgt kommercielt og blev brugt i mange lande. I den forbindelse blev de modificeret så de kunne bruge landenes standard ammunition. F.eks.
- 6.5 mm italiensk
- 6.5 mm Arisaka
- 6.5x54R hollansk
- 7x57 Mauser
- 7.5x55 schweizisk
- 7.62x51 NATO
- .30-06 Springfield
- 7.62x54R russisk
- 7.65x53 Mauser
- 8 mm Lebel

Vickers er stadig i tjeneste i de væbnede styrker i Indien, Pakistan og Nepal, om end som et reservevåben til brug i tilfælde af en større konflikt.

## Specifikationer
Maskingeværets vægt varierede efter hvor meget udstyr der var hægtet på, men lå generelt på mellem 11 og 13 kg foruden en trefod på 18 til 23 kg. Ammunitionskasserne til 250 skuds bælter vejede 10 kg. Hertilkom at det behøvede omkring 4,3 liter vand i køleren for at forhindre overophedning. Varmen fra løbet fik vandet i køleren til at koge. Dampen blev opsamlet af en kondensator, som forhindrede at man kunne stedfæste maskingeværet, og som var en vigtig egenskab i tørre områder
I britisk tjeneste benyttede Vickers maskingeværet standard .303 inch (7.7 x 56 mm) patroner der også brugtes i Lee-Enfield riflen, som generelt måtte håndlades ind i ammunitionsbælter af stof. Der var også en 0.5 inch (12.7 mm) kaliber version som blev brugt som antiluftskyts og forskellige andre kalibre fremstillet til fremmede køberer. Nogle britiske tanks i starten af 2. verdenskrig var udstyret med 0.5 inch (12.7 mm) Vickers maskingeværer.
Maskingeværet var 1,1 meter lang og kunne skyde mellem 450 og 600 skud i minuttet. I praksis regnede man med at der kunne afskydes 10.000 skud i timen, og piben skulle skiftes hver time, hvilket tog 2 minutter for et trænet team. Skød man med Mark 8 patroner, som havde en strømlinet kugle kunne det bruges mod mål på en afstand af 4,1 km.

## Anvendelse
Maskingeværet og dets trefod blev båret hver for sig, og var begge tunge. Det oprindelige design forudså ikke at det skulle bæres op af jungleklædte bjerge på ryggen af mænd, men våbenet var så populært, at mænd generelt var tilfredse med at bære det til alle mulige vanskelige steder. Trefoden blev placeret for at skabe en solid basis, ofte gravet lidt ned i jorden og måske med fødderne holdt nede af sandsække. Vandtanken blev fyldt med vand rundt om piben. Afskydning af maskingeværet fik piben til at blive varm og den forplantede varme fik så vandet til at koge i tanken, og damp ville blive ledt bort i en gummislange for at kondensere i en metaldåse. Det kondenserede vand kunne så hældes tilbage i tanken og fylde den op, men samtidig betød kondensatoren at man kunne skjule hvor der strømmede damp ud, hvilket kunne fortælle hvor maskingeværet var placeret. Kølesystemet var ganske vist tungt, men meget effektivt og betød at maskingeværet kunne blive ved med at skyde meget længere end luftkølede våben.
Laderen sad på skyttens højre side, og fodrede maskingeværet med patroner i bælter af stof. Våbenet trak i bæltet, pressede hver patron ud af bæltet og ind i kammeret, afskød det og lod derefter messinghylsteret falde ud af bunden, hvor det samlede sig i en dynge af brugt messing under våbenet, mens stofbæltet fortsatte igennem til den venstre side og endte på jorden.
En meget usædvanlig egenskab ved Vickers maskingeværet var at det ofte blev brugt til indirekte at beskyde mål, mens andre tilsvarende våben kun kunne bruges til direkte beskydning. Denne krumbaneskydning blev brugt med stor effekt mod vejkryds, skyttegravssystemer, samlingspunkter og andre steder, som måske kunne ses af en fremskudt observatør, eller på forhånd være skudt ind eller gættet af mænd med kort og erfaring. Nogle gange kunne et sted blive skudt ind om dagen, og så angrebet om natten, til stor overraskelse og forvirring for fjenden. New Zealandske enheder var specielt glade for denne brug. En hvid skive blev sat op på en pæl nær maskingeværet, og skytten sigtede så efter et mærke på den, velvidende at dette svarede til at sigte på et fjernt mål. Der var et specielt bag-sigte med en høj forlængelse på det til dette formål.
En britisk Vickers maskingeværdeling i 2. verdenskrig bestod typisk af en officer og 4 maskingeværer fordelt i to sektioner af to, hver med en besætning og en gruppe riffelskytter, som skulle beskytte maskingeværet og holde det forsynet med ammunition.

## Yderligere læsning
- Anon, Vickers, Sons and Maxim Limited: Their Works and Manufactures. (Genoptrykt fra 'Engineering') London (1898).

Plader som viser mekanismen i forgængeren for Vickers maskingeværet, Vickers Maxim maskingeværet, såvel som adskillige plader af de fabrikker i hvilke de og andre våben blev fremstillet.